# Organikus építészet

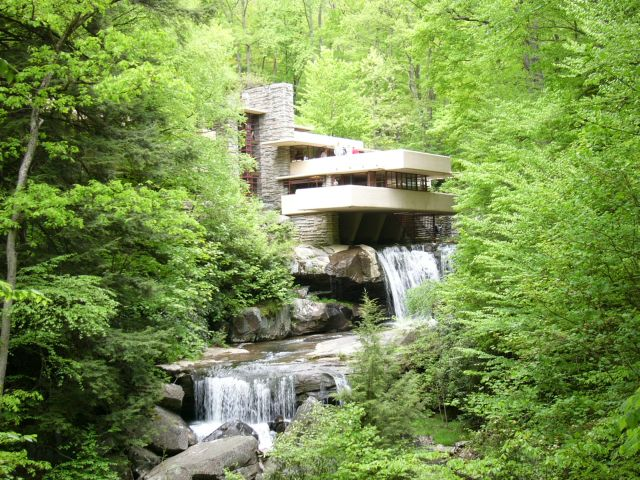
Frank Lloyd Wright: Fallingwater, USA. Épült 1935–1939

Az organikus építészet (más néven szerves építészet) az építészet azon irányzata, amelynek programjában az szerepel, hogy az épület „természetesen” nőjön ki abból a helyből, ahová tervezték, alkosson azzal harmonikus, „szerves” egységet mind a felhasznált anyagok, mind az épület mérete, alakja és gondolatisága szempontjából. Ezért mondják, hogy az organikus építészet inkább filozófia, aminek megnyilvánulásai annak épületei.
Tágabb értelemben a szerves építészethez tartozónak számíthatjuk a legrégebbi építményeket, illetve a mai természeti népek lakóépületeit is.

## Jellemzői
A szerves építészeti attitűd vagy felfogás a népi építészetnél vagy az építészet nélküli építészetben kezdődött, és Frank Lloyd Wright használta először saját munkáira ezt a kifejezést. A szerves építészet regionális, a hely "szelleméhez" igazodik, a település és a nemzet hagyományaihoz kötődik. Ugyanakkor az egyetemességhez is kötődik, ugyanaz a gyökere, mint a funkcionalizmusnak. Nem öncélú, nem kötődik hatalomhoz.
A szerves építészet inkább település-léptékű, nem épület, hanem ember centrikus. Megközelítése ökologikus: a minimumra törekszik, nem pazarló, így például minimális szerkezettel fed le nagy tereket. Hajlított és íves felületeket és éleket mutató lakóépületeikre szívesen használják a választékos hajlék kifejezést.
A szerves építészethez sorolhatjuk az úgynevezett bio- vagy ökoházakat is, szép példányaik Svájcban találhatók, félig vagy nagyobbrészt földbe épültek.
A magyar szerves építészet, mint mozgalom, néhány neves építészhez és előfutáraikhoz kapcsolódik. Azért nevezhetjük mozgalomnak, mert elméleti háttere az organikus gondolkodás és cselekvés, aminek legfőbb jellemzője, hogy a természetet használja modellként. A másik jellemzője, hogy ezzel együtt önmagából eredezteti azt, amit csinál, nem keres mintákat, sőt a stílusoktól is függetleníti magát.
A magyarországi szerves építészek nagy része Rudolf Steiner antropozófiájából és az ő általa tervezett Goetheanum épületeiből merített leginkább, illetve a magyar népi építészet elemeiből.
A magyarországi szecesszióban sok a határeset, nehéz meghúzni a határvonalat a két stílus között, de talán nem is szükséges.
Ugyanez a helyzet Gaudí bazilikájánál, a Szent Család-templomnál (Sagrada Família).
"Minden építészeti stílus a templomépítés szolgálatában született. Minden ezután eljövendő művészet ugyanígy kell, hogy megszülessen." (A. Gaudí)
Az organikus építészet valójában a múlt, illetve a jövő építészete.

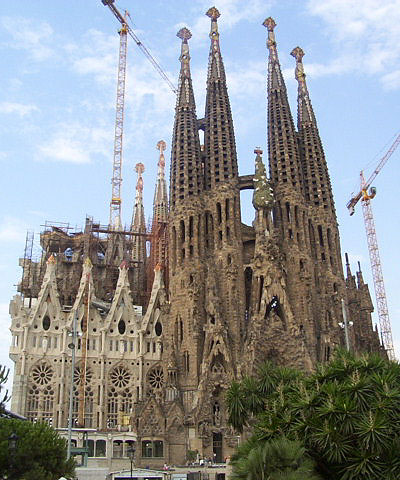
Antoni Gaudí:Szent Család-templom (Barcelona). Épült 1920-

## Ismertebb tervezők

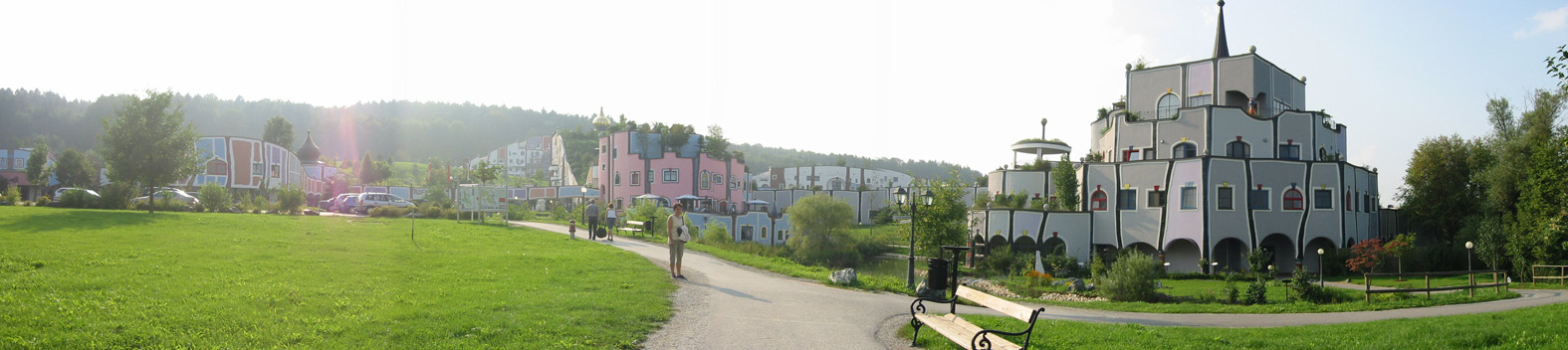
F. Hundertwasser: Bad Blumau

Külföldiek:
- Alvar Aalto
- Douglas J. Cardinal
- Antoni Gaudí
- Friedensreich Hundertwasser
- Eliel Saarinen
- Rudolf Steiner
- Louis Sullivan
- Ivan Taslimson
- Frank Lloyd Wright

Magyarok:
- Basa Péter
- Bodonyi Csaba
- Csete György
- Dévényi Sándor
- Ekler Dezső
- Fernezelyi Gergely
- Gerle János
- Jankovics Tibor
- Kampis Miklós
- Makovecz Imre
- Medgyaszay István
- Nagy Ervin
- Salamin Ferenc
- Sáros László
- Siklósi József
- Simcha Yom-Tov (Grünfeld Ferenc)
- Vadász György

## Híres magyar tervek, épületek
- 1982 Halásztelki templom (Csete György)
- 1986 Siófoki templom (Makovecz Imre)
- 1987 Szentlélek-templom (Paks) (Makovecz Imre)
- 1990 Sevilla, Magyar pavilon (Makovecz Imre)
- 1995 Piliscsabai egyetemi épület (Makovecz Imre)
- 1995 Százhalombattai templom (Makovecz Imre)
- 1998 Budapest, Hattyúház (Nagy Ervin)
- 1998 Makó, Hagymaház (Makovecz Imre)
- 1999 Hannover, Magyar pavilon (Vadász György, Basa Péter, Fernezelyi Gergely)
- 2000 Eger, Bitskey Aladár Uszoda (Makovecz Imre)
- 2001 Csíkszeredai templom (Makovecz Imre)
- 2011 Szászberek, Domblakóház (Makovecz Imre)

## Lásd még
- szerves műveltség
- Magyar organikus építészet

## Külső hivatkozások
- Mindentudás Egyeteme: Organikus építészet
- Kós Károly Egyesülés
- Vándoriskola
- Ekler Dezső honlapja
- Organische Architektur (angol-német-holland)
- Douglas J. Cardinal honlapja (angol)
- Organikus építészet.lap.hu - linkgyűjtemény